# Elezioni regionali nelle Marche del 1990
Le elezioni regionali nelle Marche del 1990 si tennero il 6-7 maggio.

## Risultati elettorali
| Liste                                                  | Voti    | %     | Seggi |
| ------------------------------------------------------ | ------- | ----- | ----- |
| Democrazia Cristiana (DC)                              | 359.360 | 36,29 | 15    |
| Partito Comunista Italiano (PCI)                       | 296.838 | 29,97 | 13    |
| Partito Socialista Italiano (PSI)                      | 125.510 | 12,67 | 5     |
| Movimento Sociale Italiano - Destra Nazionale (MSI-DN) | 38.880  | 3,93  | 1     |
| Partito Repubblicano Italiano (PRI)                    | 36.706  | 3,71  | 1     |
| Lista Verde (LV)                                       | 34.370  | 3,47  | 1     |
| Partito Socialista Democratico Italiano (PSDI)         | 24.549  | 2,48  | 1     |
| Caccia Pesca Ambiente (CPA)                            | 20.700  | 2,09  | 1     |
| Partito Liberale Italiano (PLI)                        | 16.736  | 1,69  | 1     |
| Verdi Arcobaleno (VA)                                  | 14.026  | 1,42  | 1     |
| Democrazia Proletaria (DP)                             | 9.570   | 0,97  | -     |
| Antiproibizionisti sulla Droga                         | 8.945   | 0,90  | -     |
| Lega Centro Marche                                     | 2.440   | 0,25  | -     |
| Azione Democratica Pensionati                          | 1.734   | 0,18  | -     |
| Totale                                                 | 990.364 |       | 40    |

| Riepilogo dei seggi | Riepilogo dei seggi | Riepilogo dei seggi | Riepilogo dei seggi | Riepilogo dei seggi | Riepilogo dei seggi | Riepilogo dei seggi |
| ------------------- | ------------------- | ------------------- | ------------------- | ------------------- | ------------------- | ------------------- |
|                     |                     |                     |                     |                     |                     |                     |
| PCI                 | 13                  | ▼ 2                 |                     | PSI                 | 5                   | ▲ 1                 |
| PSDI                | 1                   | ━                   |                     | VA                  | 1                   | Nuovo               |
| LV                  | 1                   | ━                   |                     | CPA                 | 1                   | Nuovo               |
| PRI                 | 1                   | ━                   |                     | DC                  | 15                  | ━                   |
| PLI                 | 1                   | ━                   |                     | MSI-DN              | 1                   | ▼ 1                 |